# Trunks
Pour l’article homonyme, voir Trunk.
Trunks (トランクス, Torankusu) est un personnage de fiction créé par Akira Toriyama dans le manga Dragon Ball en 1984.
Ce personnage a la particularité d'exister deux fois dans l'histoire. En effet, le premier Trunks qui apparaît au début de la saga des cyborgs vient du futur et a remonté le temps grâce à une machine spéciale conçue par Bulma. Ce n'est que quelques années plus tard qu'il naît réellement. Dans la suite de l'article, on distingue donc « Trunks du présent » et « Trunks du futur ».

## Biographie fictive

### Trunks du présent

#### Le25eTenkaichi Budokai et Boo

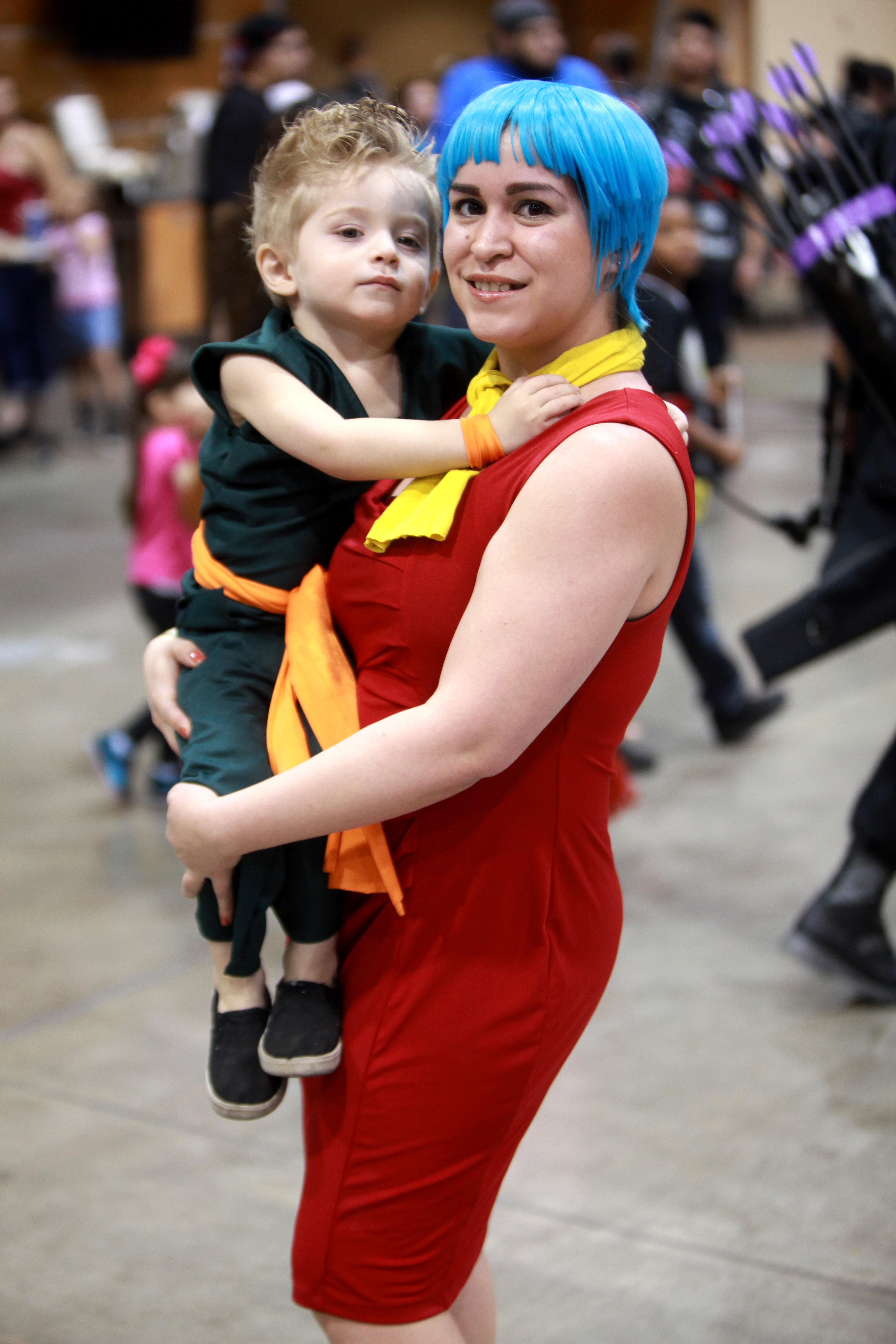
Cosplay de Trunks enfant et de Bulma à la Phoenix Convention Center 2014, en Arizona.

Il naît un an avant l'arrivée des cyborgs C-19 et C-20. Durant toute cette partie de l'histoire, il n'apparaît que dans les bras de sa mère Bulma. On le retrouve quelques années plus tard, enfant, lorsqu'est organisé le Tenkaichi Budokai. Il y participe dans la catégorie junior, avec son ami Son Goten, et il bat ce dernier en finale. Déçu de ne pouvoir participer au tournoi adulte à cause de son jeune âge, il usurpe la place de Mighty Mask, un combattant masqué dont il revêt l'uniforme en compagnie de Goten. Et sous cette apparence, Trunks et Goten affrontent ensemble C-18 avant d'être démasqués et disqualifiés.
Par la suite, après l'apparition de Boo, Trunks apprend à fusionner avec Goten pour pouvoir affronter le monstre. Ils deviennent ainsi le personnage de Gotenks. Mais ce dernier, malgré une grande habileté au combat, est finalement absorbé par Boo. Trunks et Son Goten sont ensuite libérés par Goku et Vegeta avant d'être désintégrés, une fois sortis de leur captivité, par une boule de feu du monstre. Il est plus tard ressuscité, ainsi que tous les habitants de la Terre, afin d'aider Son Goku à former le Genki Dama pour terrasser définitivement Boo.

#### Après Boo
Durant les événements qui ont suivi la mort de Boo, Trunks aura un rôle mineur dès l'intervention de Beerus, le dieu de la destruction, et la résurrection de Freezer sur Terre. Il vient régulièrement prêter main-forte à son entourage, avec Son Goten, en fusionnant pour donner Gotenks.
Lors de la fête d'anniversaire de sa mère, Bulma, organisée sur une croisière de luxe, il fait la connaissance de Mai et de ses compagnons et lui fait profiter de la fête.
Au fur et à mesure qu'ils se côtoient, Trunks développe des sentiments pour Mai. Il fait la connaissance de son alter-ego du futur quand ce dernier revient de son époque pour demander de l'aide à Vegeta et Son Goku à cause du chaos qui régnait dans le futur.
Plus tard, il visite avec Son Goten l'île où C-17 garde les animaux dont il s'occupe. Ce dernier décide de leur confier spécialement la garde de l'île, vu qu'il doit participer au tournoi du pouvoir. Les enfants arrivent à écarter la menace que représentent les braconniers venus piller l'île.

#### Adolescence et âge majeur
Plus tard, Trunks désormais proche de l'âge adulte, participe au Tenkaichi Budokai organisé par Mr Satan et découvre un participant particulièrement étonnant que Son Goku affronte, Oob.
Des années plus tard, dans Dragon Ball GT, Trunks est devenu le président de la Capsule Corporation. Sur demande de son père Vegeta, il accompagne Pan et Son Goku à bord d'une navette pour la quête des Dragon Balls aux étoiles noires.

### Trunks du futur

#### Contre les cyborgs et Cell

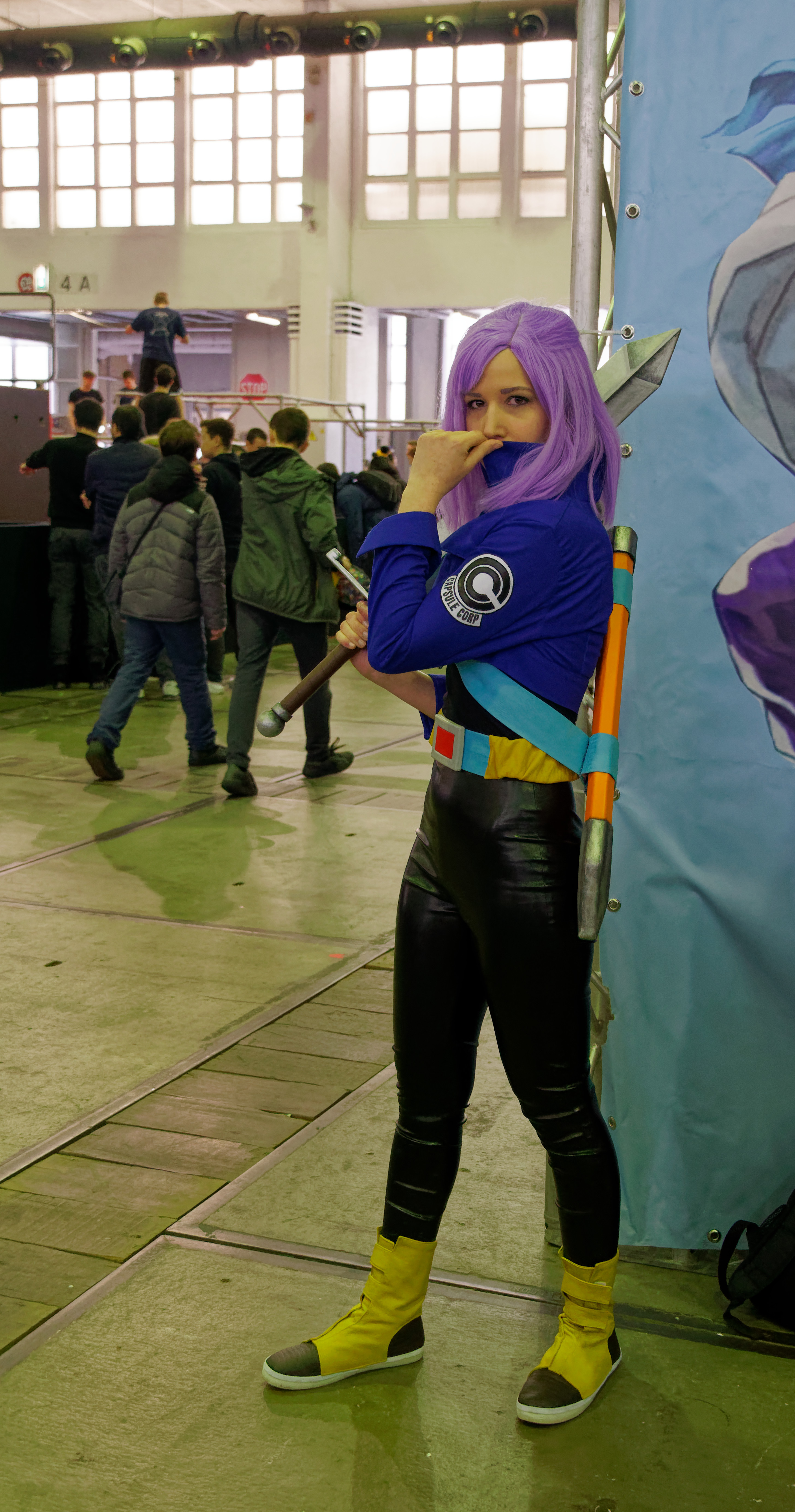
Cosplay de Trunks du futur à la Made in Asia 2019, à Bruxelles.

Il vient d'un futur alternatif, dans lequel Son Goku est mort d'une maladie cardiaque, et la Terre dévastée par deux cyborgs : C-17 et C-18, qui ont tué tous les amis de Goku (Vegeta, Piccolo, Krilin, Yamcha et Ten Shin Han), Son Gohan meurt peu après dans le futur. Son Goku ne les a pas combattus puisqu'il est mort quelques années plus tôt d'une maladie du cœur. Pour tenter de changer le cours de l'histoire, Bulma construit une machine à remonter le temps et envoie son fils dans le passé, avec le médicament qui permettra à Goku de survivre. Trunks arrive donc dans le présent juste à temps pour tuer Freezer et le roi Cold lors de leur arrivée sur la Terre, en se transformant en Super Saiyan. Puis il informe Son Goku des événements à venir, et lui donne le médicament, avant de retourner dans son futur.
Il revient trois ans plus tard, juste après l'arrivée des cyborgs C-19 et C-20, pour aider Son Goku et ses amis à les vaincre. Il est surpris car les événements ne se passent pas comme il l'avait prévu  : les cyborgs qu'ont affrontés Goku et son père ne sont pas les mêmes que ceux qu'il connaît. Aussi, les cyborgs C-17 et C-18 sont eux aussi différents en cela que leur puissance est bien supérieure à celle qu'ils possèdent dans le futur alternatif.
De plus, il a l'occasion de découvrir son père Vegeta, dont le caractère égoïste et orgueilleux répond parfaitement aux descriptions que sa mère lui en avait fait. Il se voit également lui-même bébé, puisque dans ce présent-ci, il est né quelques mois auparavant. Afin de vaincre les cyborgs et Cell, il se rend avec Vegeta dans la salle de l'Esprit et du Temps pour s'entraîner une année entière (en réalité, une seule journée s'écoule dans le monde extérieur). Il parvient ainsi à dépasser le stade de Super Saiyan, mais ce n'est pas suffisant pour vaincre Cell.
Il passe une deuxième année dans la salle de l'Esprit et du Temps.
Lors du Cell Game, il est tué par Cell, ce qui éveille enfin les sentiments paternels de Vegeta qui tente alors de le venger. Après la mort de Cell, Trunks est ressuscité à l'aide des Dragon Balls, puis il retourne dans son futur, où, étant devenu beaucoup plus puissant au cours de son voyage temporel, il parvient facilement à débarrasser définitivement la Terre de C-17 et C-18, puis Cell qui voulait utiliser sa machine à voyager dans le temps afin d'absorber C-17 et C-18 dans le passé. Après cela, il remonte encore une fois le temps pour prévenir ses amis qu'il a réussi à se débarrasser des cyborgs et de Cell et participe à un tournoi d'arts martiaux (événements relatés dans le film Dragon Ball Z : Les Mercenaires de l'espace).

#### Une nouvelle menace

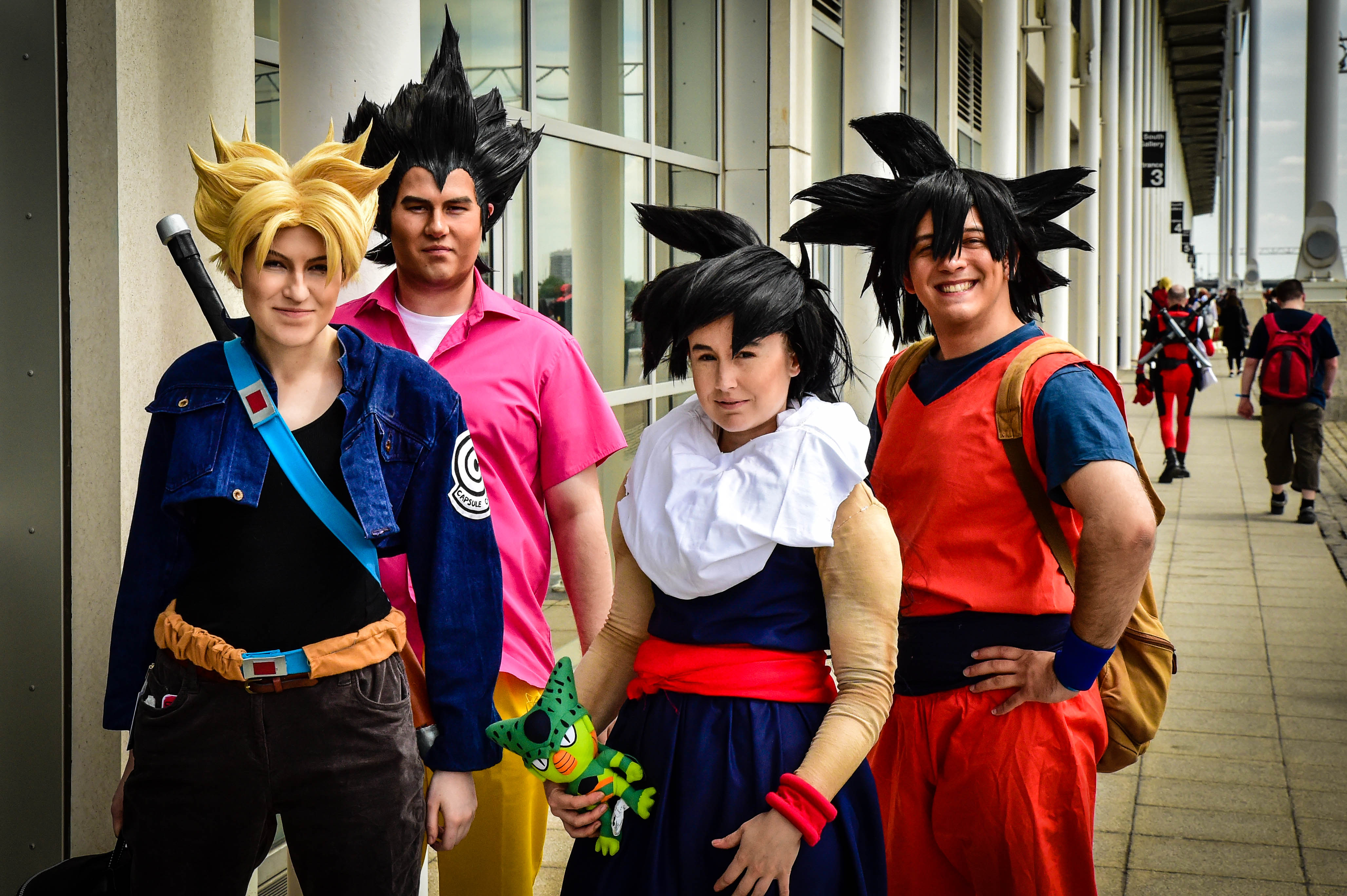
Cosplay de Trunks du futur en Super Saiyan (tout à gauche) au London Comic Con 2015, à Londres.

Quelques années plus tard, Babidi et Dabra se rendent sur Terre afin de libérer Majin Boo de son cocon. Alerté par Kaio Shin, Trunks, qui a désormais atteint le stade de Super Saiyan 2, parvient à vaincre les deux antagonistes avant qu'ils ne parviennent à leur but.
Les années passent et la Terre du futur se reconstruit. Trunks a une fiancée, Mai et vivent paisiblement jusqu'à ce qu'un nouvel ennemi fasse son apparition. Black Goku est un guerrier redoutable qui possède le même corps que Son Goku, mais porte des vêtements noirs. Son but est d'exterminer la race humaine. Trunks utilise à nouveau la machine à voyager dans le temps après avoir assisté impuissant à la mort de sa mère, tuée par cet ennemi.
Il retourne dans le passé, qui vit en paix après avoir combattu contre Boo, Beerus et Golden Freezer (ramené à la vie), afin de demander à Son Goku et Vegeta de l'aider à vaincre Black Goku. Trunks du futur rend ensuite visite à son ancien mentor, Son Gohan, à l'université où il étudie, et se rend compte que ce dernier est différent de celui qu'il a connu. Son Gohan l'invite à dîner chez lui et en profite pour lui présenter sa famille. En le voyant heureux avec sa famille, Trunks du futur s'imagine le même scénario avec sa mère et Mai si Black Goku n'avait pas existé. Grâce à Gohan, il retrouve le moral et semble plus motivé que jamais à terrasser Black. Il découvre également que Krilin a épousé C-18, ce qui le surprend, mais réalise aussi que cette dernière n'est pas la méchante qu'il a connu dans son futur. La première confrontation est un échec, puisque les trois Saiyans découvrent que Black Goku s'est associé au Zamasu du futur, et sont contraints de fuir. Accompagnés de Bulma, Goku, Vegeta et Trunks du futur réaffrontent les deux Dieux Kaio, mais une fois de plus, c'est un échec. Cette fois-ci, le jeune Saiyan détourne leur attention pour permettre à Goku et Vegeta de fuir afin de mettre un plan au point. Finalement, aidé par ces derniers, il parvient à rassembler l'énergie du futur, tout comme le Genki Dama dans son épée, afin de pourfendre le Zamasu du futur et Black Goku (qui est un autre Zamasu) qui ont fusionné avec les boucles d'oreilles potalas, pendant leur combat contre Son Goku et Vegeta, en deux mais les habitants de son monde sont tous exterminés par Zamasu qui renonce à son corps mobile pour envahir la planète de son aura.
C'est l'intervention du roi Zeno du futur, qui règle la situation, en détruisant la planète en un éclair et éliminant ainsi Zamasu. Revenus dans le passé en tant que réfugiés, Trunks et Mai retournent dans une époque similaire au futur mais en état normal et peuvent revoir tous leurs compagnons, auparavant tués, et partent en faisant leurs adieux au passé.

## Dans d'autres médias

### Le futur de Trunks
Le futur dans lequel il vit a fait l'objet d'un TV Special, réalisé au Japon en 1993 et sorti en France sous le titre L'Histoire de Trunks.
Dix ans après la mort de Son Goku, à la suite de sa maladie cardiaque, Son Gohan est le dernier des guerriers à avoir survécu dans un monde dévasté par les cyborgs C-17 et C-18. Il entraîne Trunks, qui est adolescent, pour qu'ils puissent affronter ensemble les deux cyborgs.
Un jour, les cyborgs attaquent une ville près d'eux. Trunks décide d'y aller, mais Son Gohan l'en empêche en l'assommant. Ce dernier se bat contre les cyborgs en préservant Trunks au cas où il viendrait à mourir, pour qu'il reste quelqu'un capable de protéger la Terre. Gohan finit par perdre le combat. À son réveil, Trunks trouve la ville complètement détruite, les cyborgs sont partis et Son Gohan est mort. En voyant cela, Trunks libère une telle rage qu'il se transforme pour la première fois Super Saiyan (cet élément étant une modification par rapport au manga, dans lequel Trunks peut déjà se transformer lorsqu'il s'entraîne avec Gohan, ce qui peut s'expliquer par la volonté des créateurs du TV Special d'accroître l'intensité dramatique en assimilant un évènement particulièrement marquant à la première transformation de Trunks en Super Saiyan).

## Œuvres où le personnage apparaît

### Manga
- 1984 : Dragon Ball
- 2015 : Dragon Ball Super

### Séries
- 1989 : Dragon Ball Z
- 1996 : Dragon Ball GT
- 2009 : Dragon Ball Z Kai
- 2015 : Dragon Ball Super
- 2018 : Super Dragon Ball Heroes

### Films
- 1992 : Dragon Ball Z : L’Offensive des cyborgs
- 1993 : Dragon Ball Z : Broly le super guerrier
- 1993 : Dragon Ball Z : Les Mercenaires de l’espace
- 1994 : Dragon Ball Z : Rivaux dangereux
- 1994 : Dragon Ball Z : Attaque Super Warrior !
- 1995 : Dragon Ball Z : Fusions
- 1995 : Dragon Ball Z : L’Attaque du dragon
- 2013 : Dragon Ball Z: Battle of Gods
- 2015 : Dragon Ball Z : La Résurrection de ‘F’
- 2022 : Dragon Ball Super: Super Hero

### OAV
- 2008 : Dragon Ball : Salut ! Son Gokû et ses amis sont de retour !!

### Téléfilm
- 1993 : Dragon Ball Z : L'Histoire de Trunks